# Agathophora alopecuroides
Agathophora es un género monotípico de  fanerógamas perteneciente a la familia Amaranthaceae. Su única especie: Agathophora alopecuroides (Moq.) Bunge, es originaria de África.

## Descripción
Es una planta perenne, arbustiva que alcanza un tamaño de 25 cm de altura. Se encuentra en el desierto de arena y lugares residuales del Norte de África y del Cercano Oriente, distribuyéndose hacia el sur a través del Sahara hasta el límite norte de la región del África occidental. 

## Usos
Es fácilmente devorada por los camellos, pero no por otros animales. En Hoggar la planta en verde es aplastada y se hace una infusión que se toma para las enfermedades del hígado.

## Taxonomía
Agathophora alopecuroides fue descrita por (Moq.) Bunge y publicado en Mémoires de l'Académie Impériale des Sciences de Saint Pétersbourg, Septième Série (Sér. 7) 4(11): 92. 1862.
Sinonimia
- Agathophora algeriensis Botsch.
- Agathophora alopecuroides var. papillosa (Maire) Boulos
- Agathophora galalensis Botsch.
- Agathophora iraqensis Botsch.
- Agathophora postii (Eig) Botsch.
- Halogeton alopecuroides var. papillosa Maire
- Salsola alopecuroides Delile basónimo[2][5]